# Kabile herrgård
Kabile herrgård (lettiska: Kabiles muižas pils, tyska: Kabillen) är en herrgårdsbyggnad i Kuldīga kommun i den historiska regionen Kurland.
Herrgården uppfördes i barockstil och stod färdig 1740 för Eleonora von Behr. Herrgården byggdes senare om på 1860-talet.